# Chlorocebus cynosuros
Chlorocebus cynosuros, conocido en inglés como malbrouck, es una especie de primate catarrino de la familia Cercopithecidae. Es arborícola y habita en África Oriental. Es uno de los primates más comunes de África. Esta especie es a veces clasificada como subespecie del (Chlorocebus pygerythrus), o incluso como la misma especie que otro mono verde, el Chlorocebus aethiops.

## Características físicas
El malbrouck es un primate delgado y ágil, con extremidades y cola largas. Si pelaje es de tonos grises y cafés. Su pecho y su parte inferior son blancas, así como sus mejillas y cejas, que rodean su cara negra y sin pelo. Sus ojos son cafés. Sus genitales son coloridos; el escroto del macho es de un tono azulado, y su pene es rojo. Los machos son aproximadamente un 20% más grandes que las hembras.

## Distribución y hábitat
Esta especie vive en una amplia variedad de hábitats; desde bosques y miombos hasta arbustales y sabanas. Es especialmente común en bosques con ríos. Puede ser encontrado en virtualmente toda África Oriental; desde el Gran Valle del Rift hasta la costa atlántica y el Cuerno de África.

## Comportamiento
Es un animal diurno que vive en grupos grandes, desde seis a más de cincuenta individuos. El número de machos con respecto a las hembras es casi el mismo. Cada grupo tiene su propio territorio, cuyo tamaño depende de la cantidad de comida disponible. Posee una gran variedad de sonidos y gestos que usa para comunicarse con otros miembros del grupo.

## Alimentación
La dieta de este animal es omnívora, y consiste en fruta, semillas, flores, resina, invertebrados, huevos, polluelos, y lagartos. A pesar de comer carne, la comida vegetal parece ser mayoritaria en su dieta.